# Kylie Rae Harris
Kylie Rae Harris (Wylie (Texas), 15 de maig de 1989 – Taos (Nou Mèxic), 4 de setembre de 2019) va ser una cantant i cantautora estatunidenca de música country. Va morir en un accident de cotxe que va causar mentre anava a Taos per a participar al Big Barn Dance en un moment en què començava a guanyar popularitat.

## Discografia
- All the Right Seasons (2010)
- Taking It Back (2013, EP)
- Kylie Rae Harris (2019, EP)